# Tensai! Let's Go Ayayamu
Tensai! Let's Go Ayayamu (em japonês: 天才! Let's Go あややム) foi o single de Aya Matsuura junto com o grupo Ecohams em 26 de novembro de 2004.